# CIX (groupe)
Pour les articles homonymes, voir CIX.
CIX (Complete in X, hangeul : 씨아이엑스, RR : ssiaiegseu) est un boys band sud-coréen, formé sous C9 Entertainment, en 2019. Le groupe est composé de cinq membres : Lee Byoung-gon, Kim Seung-hun, Kim Yong-hee, Bae Jin-young et Yoon Hyun-suk. Le groupe débute le 23 juillet 2019 avec leur premier mini-album Hello Chapter 1: Hello, Stranger,.
Pour les promotions japonaises, le groupe est sous le label Warner Music Japan.
CIX signifie Complete In X. Le nom du fandom est FIX, qui veut dire “Faith in X” (la foi en X). En coréen, il se lit « Faith In Complete In X ». FIX est souvent orthographié FIXs ou Fixies au pluriel. Le nom a été annoncé le 29 octobre 2019 pour les 100 jours du groupe.

## Carrière

### Pré-débuts
Bae Jin-young participe en avril 2017 à la saison 2 du programme Produce 101 de la chaîne Mnet. Il termine lors de l’épisode final à la 10e place lui permettant de faire partie du groupe temporaire Wanna One,. En octobre 2017, Lee Byoung-gon apparaît comme concurrent de l’émission Mix Nine de la chaîne JTBC. Il termine en 9e position lui faisant gagner sa place dans le groupe vainqueur,. Lee Byoung-gon et Kim Seung-hun étaient stagiaires sous YG Entertainment. En 2018, ils participent tous les deux au programme YG Treasure Box pour former le prochain boys band de YG Entertainment nommé Treasure, mais aucun des deux ne réussit à se qualifier,. En novembre 2017, Kim Seung-hun apparaît dans le programme Stray Kids alors qu’il était encore stagiaire sous YG Entertainment.

### 2019: débuts et premier comeback
En vue de leurs débuts, le groupe lance son propre reality show intitulé Hello CIX le 4 juin 2019 via V Live. L’émission a eu dix épisodes,. Le 23 juillet 2019, les CIX débutent avec leur premier mini-album Hello Chapter 1: Hello, Stranger accompagné du clip vidéo Movie Star,. Ils tiennent un showcase pour leurs débuts le 24 juillet 2019 au Olympic Park SK Handball Arena,. La totalité des billets s'est vendue en 30 secondes. L'album se vend à plus de 70 000 exemplaires en deux mois.
Le 27 juillet au Ulsan K-pop festival 2019, la fancam de Bae Jin-Young sous la pluie est beaucoup parlée dans les forums sud-coréens, au point où les internautes la qualifie de   « légendaire » 

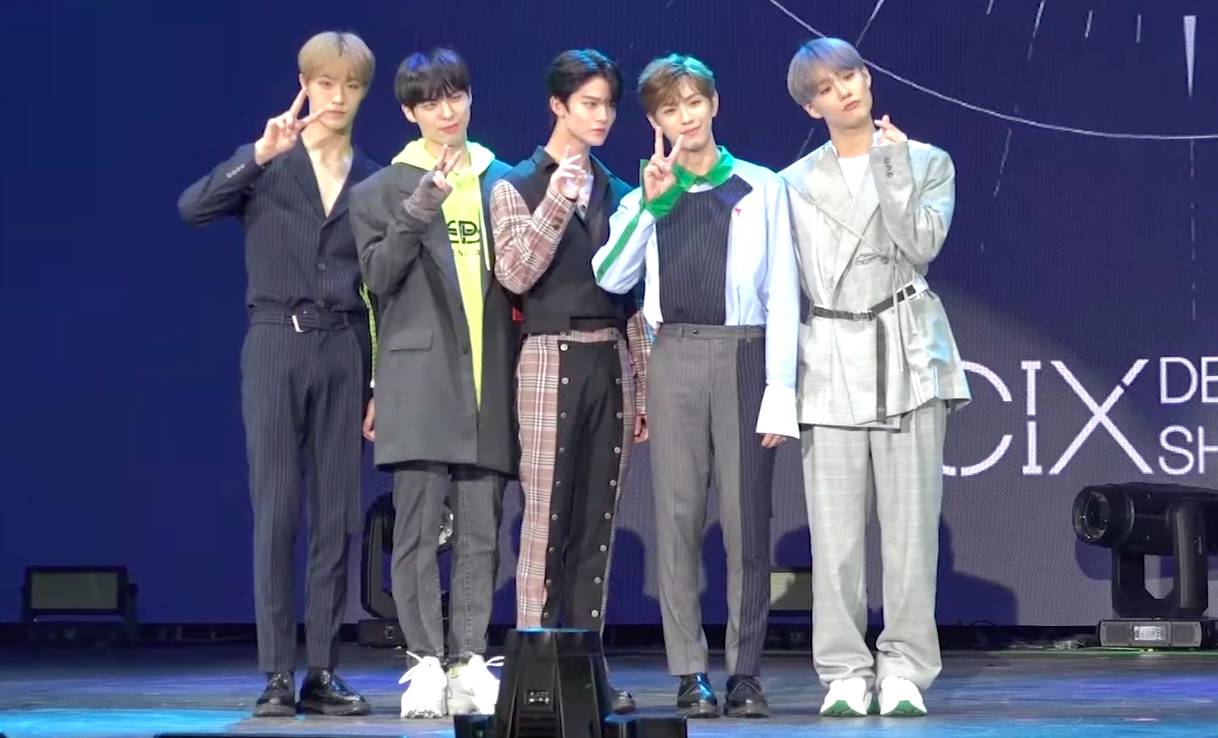
CIX lors de leur premier showcase le 24 juillet 2019 au Olympic Park SK Handball Arena.

Le 30 juillet 2019, CIX remporte leur premier prix dans une émission musicale coréenne en se classant premier dans l'émission The Show. Ils comptent parmi les groupes ayant obtenu leur première récompense (« first win ») le plus rapidement, en l'occurrence sept jours seulement après ses débuts.
En août, le groupe signe sous Warner Music Japan et se prépare à faire ses débuts au Japon. Le 23 octobre 2019, le premier album japonais de CIX sort. L'album inclut l'album HELLO, Chapter 1. Hello, Stranger version coréenne, la version japonaise de Movie Star et la première chanson japonaise de CIX, My New World. Ils tiennent leurs premiers showcases au Japon le 10 novembre au Line Cube Shibuya et au Zepp Namba le 17 novembre.
Le 19 novembre 2019, CIX revient avec son deuxième mini-album Hello Chapter 2: Hello, Strange Place accompagné du clip vidéo Numb. Ce single parle des problèmes sociaux chez les jeunes en Corée du Sud, tels que la mauvaise santé mentale, l'intimidation et l'obsession avec les résultats des tests parmi les étudiants.

### 2020: Revival, WIN, Hello Chapter 3
Le 23 janvier 2020, C9 Entertainment annonce la première tournée mondiale de CIX "Hello, FIX". Il était prévu que le groupe se produise, entre autres, en Amérique du Nord, à Taïwan, en Thaïlande et en Corée du Sud, mais la tournée a dû être annulée à cause de la pandémie de COVID-19.
Le 1er avril 2020, CIX sort son premier single japonais Revival. Le groupe est sélectionné comme premier artiste K-pop sur le site officiel de Tower Records au Japon. Le site fonctionne de la manière suivante : les employés de Tower Records écoutent les albums de nouveaux artistes, puis sélectionnent leurs préférés et les publient sur le site de Tower Records chaque mois.
Le 6 juillet 2020, sort le single WIN ("The God of HighSchool" ED), utilisé en tant que générique de fin de l'anime The God of High School au Japon. Il existe une version anglaise et une version coréenne.
Le 27 octobre 2020, CIX sort finalement leur troisième mini-album, Hello Chapter 3: Hello, Strange Time accompagné du clip vidéo Jungle. À la suite d'une blessure de Bae Jin-young, l'album initialement prévu pour le 30 juin a été reporté en octobre. HELLO Chapter 3. Hello, Strange Time s'est classé dans les charts d'albums K-Pop iTunes dans 24 pays et dans les charts d'albums Apple Music dans 17 pays.

### 2021: fin de la série HELLO, comeback japonais, Tesseract, Ok Prologue
Le 14 janvier 2021, CIX revient avec son quatrième mini-album Hello Chapter Ø : Hello, Strange Dream accompagné du clip vidéo Cinema. Cet album marque la fin de la série HELLO. Pendant 2 semaines consécutives l'album s'est classé à la 1re place sur le graphique mondial hebdomadaire Hanteo.
Le 14 avril 2021, le groupe sort son deuxième single japonais All For You.
Le 1er juillet 2021, CIX sort un single digital promotionnel Tesseract via Universe Music pour l'application mobile Universe. Ce single a été produit par Hui du groupe de K-pop Pentagon et Minit, un producteur et DJ sud-coréen.
Le 17 août 2021, le groupe sort son tout premier album Ok Prologue : Be Ok accompagné du clip vidéo Wave. Cet album commence une nouvelle série intitulée Ok Prologue. BX a participé à la co-composition des chansons 'Off My Mind', '20 Years Old' et 'Confession'.

### 2022:Pinky Swear, REBEL in Seoul, REBEL in US, OK Episode 1: OK Not
Le 30 mars 2022, CIX sortent leur premier album japonais '' Pinky Swear ''.
Le 2 mars 2022, le groupe annonce des dates pour leur premier concert <REBEL> à Séoul du 15 au 17 avril 2022 au Blue Square Mastercard Hall. Le lendemain, ils annoncent une tournée aux États-Unis appelée <Rebel> in U.S. avec six dates dans six villes différentes. Le nom du concert est lié à la dernière chanson de leur troisième EP : Rebel, ce qui sous-entend que la tournée était prévue dans les mois qui suivaient la sortie de Hello chapter 3, hello strange time, mais a été reportée à cause de la pandémie de COVID-19.
Le 22 août 2022, CIX reviennent avec leur cinquième EP dans la continuation de leur série  « OK » : OK Épisode 1 : OK Not. Le but de ce mini-album dans l'univers de CIX est de trouver  « l'essence de l'amour » à partir des sentiments dérivés de l'amour .

## Membres
| Nom de scène | Nom de scène | Nom de naissance | Nom de naissance | Date de naissance | Nationalité | Positions                                          |
| Romanisé     | Hangeul      | Romanisé         | Hangeul          | Date de naissance | Nationalité | Positions                                          |
| ------------ | ------------ | ---------------- | ---------------- | ----------------- | ----------- | -------------------------------------------------- |
| BX           | 비엑스       | Lee Byoung-gon   | 이병곤           | 3 mars 1998       | Sud-coréen  | Leader, rappeur principal, hyung (le plus âgé)     |
| Seunghun     | 승훈         | Kim Seung-hun    | 김승훈           | 26 février 1999   | Sud-coréen  | Chanteur principal, danseur                        |
| Yonghee      | 용희         | Kim Yong-hee     | 김용희           | 17 février 2000   | Sud-coréen  | Chanteur, danseur, visuel                          |
| Hyunsuk      | 현석         | Yoon Hyun-suk    | 윤현석           | 8 septembre 2001  | Sud-coréen  | Danseur principal, rappeur, maknae (le plus jeune) |

### Anciens membres
| Nom de scène | Nom de scène | Nom de naissance | Nom de naissance | Date de naissance | Nationalité | Positions                 | Date de départ |
| Romanisé     | Hangeul      | Romanisé         | Hangeul          | Date de naissance | Nationalité | Positions                 | Date de départ |
| ------------ | ------------ | ---------------- | ---------------- | ----------------- | ----------- | ------------------------- | -------------- |
| Bae Jinyoung | 배진영       | Bae Jin-young    | 배진영           | 10 mai 2000       | Sud-coréen  | Danseur, chanteur, centre | 5 août 2024    |

## Discographie

### Minis-albums et albums
| Titre                                                                               | Détails                                                        | Meilleures positions | Meilleures positions | Meilleures positions | Ventes                      |
| Titre                                                                               | Détails                                                        | COR                  | FRA Digital          | JPN                  | Ventes                      |
| ----------------------------------------------------------------------------------- | -------------------------------------------------------------- | -------------------- | -------------------- | -------------------- | --------------------------- |
| Hello Chapter 1: Hello, Stranger                                                    | - Date de sortie : 23 juillet 2019 - Label : C9 Entertainment  | 2                    | 200                  | 25                   | - COR : 73 790 - JPN: 9,296 |
| Hello Chapter 2: Hello, Strange Place                                               | - Date de sortie : 19 novembre 2019 - Label : C9 Entertainment | 4                    | —                    | —                    | - COR : 81,729              |
| Hello Chapter 3: Hello, Strange Time                                                | - Date de sortie : 27 octobre 2020 - Label : C9 Entertainment  | 6                    | —                    | —                    | - COR : 59,867              |
| Hello Chapter Ø: Hello, Strange Dream                                               | - Date de sortie : 14 janvier 2021 - Label : C9 Entertainment  | 1                    | —                    | —                    | - COR : 66,054              |
| OK Prologue : Be OK Vol.1                                                           | - Date de sortie : 17 août 2021 - Label : C9 Entertainment     | 4                    | —                    | —                    | - COR : 110,228             |
| OK Épisode 1: OK Not                                                                | - Date de sortie : 22 août 2022 - Label : C9 Entertainment     | 3                    | —                    | —                    | - COR : 85,422              |
| "—" signifie que le titre ne s'est pas classé ou n'est pas sorti dans cette région. |                                                                |                      |                      |                      |                             |

### Singles
| Movie Star                                                                          | 2019 | — | 85 | — | —  | Hello Chapter 1: Hello, Stranger                    |
| Numb                                                                                | 2019 | — | —  | — | —  | Hello Chapter 2: Hello, Strange Place               |
| Jungle                                                                              | 2020 | — | —  | — | —  | Hello Chapter 3: Hello, Strange Time                |
| Win (COR)                                                                           | 2020 | — | —  | — | —  | The God of High School                              |
| Cinema                                                                              | 2021 | — | —  | — | —  | Hello Chapter Ø: Hello, Strange Dream               |
| Tesseract                                                                           | 2021 | — | —  | — | —  |                                                     |
| Wave                                                                                | 2021 | — | —  | — | —  | Ok Prologue: Be Ok                                  |
| Singles japonais                                                                    |      |   |    |   |    |                                                     |
| My New World                                                                        | 2019 | — | —  | — | —  | Hello Chapter 1: Hello, Stranger (Japanese version) |
| Revival                                                                             | 2020 | — | —  | 8 | 61 |                                                     |
| All For You                                                                         | 2021 | — | —  | 8 | —  |                                                     |
| "—" signifie que le titre ne s'est pas classé ou n'est pas sorti dans cette région. |      |   |    |   |    |                                                     |

## Filmographie

### Télé-réalités
| Année | Titre                                 | Épisodes | Plateforme | Réf.   |
| ----- | ------------------------------------- | -------- | ---------- | ------ |
| 2019  | Hello CIX                             | 10       | V Live     | ,      |
| 2020  | Picnic of Seeds: CIX's Bucket List    | 8        | Olleh TV   | [ 45 ] |
| 2021  | GGULlog.zam CIX: The King of the Seas | 8        | Universe   | [ 46 ] |
| 2021  | Scientist CIX: Hello, Psycho          | 10       | Universe   | [ 47 ] |
| 2021  | The CIX Million Dollar Kids           | 6        | Mnet       | [ 48 ] |

### Dramas et films
| Année | Titre                             | Membre participant | Rôle          | Réf.   |
| ----- | --------------------------------- | ------------------ | ------------- | ------ |
| 2021  | Turn: The Street (film)           | Seunghun           | lui-même      | [ 49 ] |
| 2022  | Witch Shop Reopening (web drama)  | Yonghee            | Han Ji Ho     | [ 50 ] |
| 2021  | Best Mistake Season 3 (web drama) | Hyunsuk            | Kim Dae-young | [ 51 ] |
| 2021  | @Account Has Been Deleted         | Bae Jinyoung       | Shin Yi-Joon  | [ 52 ] |
| 2022  | Fall For You                      | Hyunsuk            | Jin Woo       | [ 53 ] |

## Récompenses et nominations
| Cérénomie                    | Date | Nominations                          | Intitulé de la catégorie                              | Résultat | Réf.   |
| ---------------------------- | ---- | ------------------------------------ | ----------------------------------------------------- | -------- | ------ |
| MTV Europe Music Awards      | 2019 | CIX                                  | Meilleur Act Coréen                                   | Nommé    | [ 54 ] |
| The Fact Music Awards        | 2019 | CIX                                  | Prix Fan N Star Choice                                | Nommé    |        |
| V Live Awards                | 2019 | CIX                                  | Top 5 mondial des Rookies                             | Gagnants | [ 55 ] |
| V Live Awards                | 2019 | CIX                                  | L'artiste le plus aimé                                | Nommé    |        |
| APAN Music Awards            | 2020 | CIX                                  | Meilleur groupe masculin (national)                   | Nommé    |        |
| APAN Music Awards            | 2020 | CIX                                  | Meilleur groupe masculin (mondial)                    | Nommé    |        |
| Asia Artist Awards           | 2020 | CIX                                  | Prix de la popularité : Musique                       | Nommé    | [ 56 ] |
| Gaon Chart Music Awards      | 2020 | CIX                                  | Nouvel artiste de l'année : Album                     | Nommé    | [ 57 ] |
| Golden Disc Awards           | 2020 | CIX                                  | Artiste rookie de l'année                             | Nommé    | [ 58 ] |
| Seoul Music Awards           | 2020 | CIX                                  | Prix de l'artiste K-Pop le plus populaire de QQ Music | Nommé    |        |
| Soribada Best K-Music Awards | 2020 | CIX                                  | Prix Bonsang                                          | Nommé    | [ 59 ] |
| Soribada Best K-Music Awards | 2020 | CIX                                  | Prix de la popularité artiste masculin                | Nommé    |        |
| The Fact Music Awards        | 2020 | CIX                                  | Prix Fan N Star Choice                                | Nommé    |        |
| Seoul Music Awards           | 2021 | Hello Chapter 3: Hello, Strange Time | Prix Bonsang                                          | Nommé    | [ 60 ] |
| Seoul Music Awards           | 2021 | CIX                                  | Prix de popularité                                    | Nommé    | [ 60 ] |
| Seoul Music Awards           | 2021 | CIX                                  | Prix de popularité K-Wave                             | Nommé    | [ 60 ] |
| The Fact Music Awards        | 2021 | CIX                                  | Prix Fan N Star Choice                                | Nommé    | [ 61 ] |